# Monestir d'Ikalto
El monestir d'Ikalto (en idioma georgià: იყალთოს მონასტერი) és un monument arquitectònic georgià, situat a uns 7-8 km al nord del municipi de Telavi, a la regió de Kakhètia de Geòrgia. És sobretot conegut pel complex del monestir i la seva acadèmia.
El monestir va ser fundat en el segle VI per sant Zenó, un dels pares assiris, que va ser enterrat al mateix monestir. Era conegut com un dels centres culturals escolars més importants de Geòrgia. Segons la llegenda, Arsen d'Ikalto (segles xi i xii), amb l'ajut del monestir i sota el regnat de David IV de Geòrgia, va col·laborar en la fundació de l'Acadèmia d'Ikalto, de la qual va ser el primer rector. El llegat d'Arsen Ikalto encara no s'ha publicat íntegre científicament.

## Conjunt del monestir
Hi ha tres esglésies als terrenys del complex del monestir. L'església principal, Khvtaeba ('Esperit Sant'), es va construir entre els segles VIII i IX a l'indret d'una església més antiga —on s'havia enterrat sant Zenó. La petita església de la Trinitat, malgrat la reorganització completa, continua sent part de l'església voltada del segle vi i l'església de la Mare de Déu, pertanyent als segles xii i xiii.

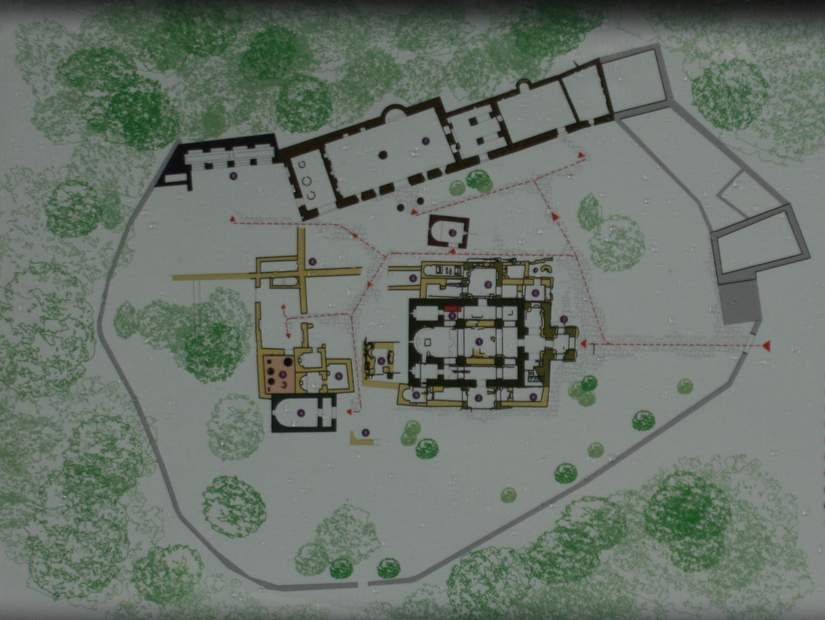
Plànol del complex. Els edificis de l'acadèmia són a la part nord
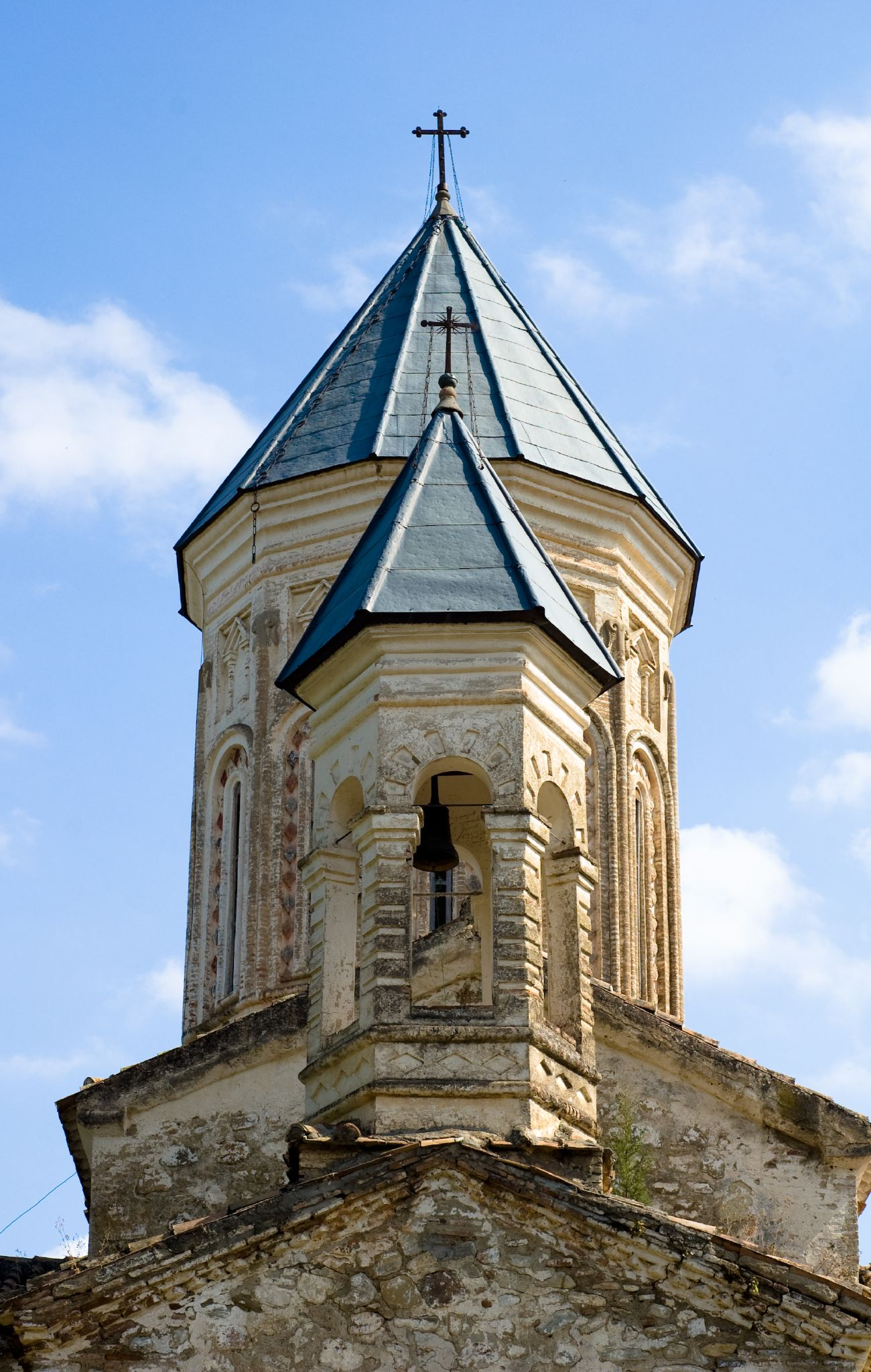
Una torre d'església i el campanar de l'església de l'Esperit Sant
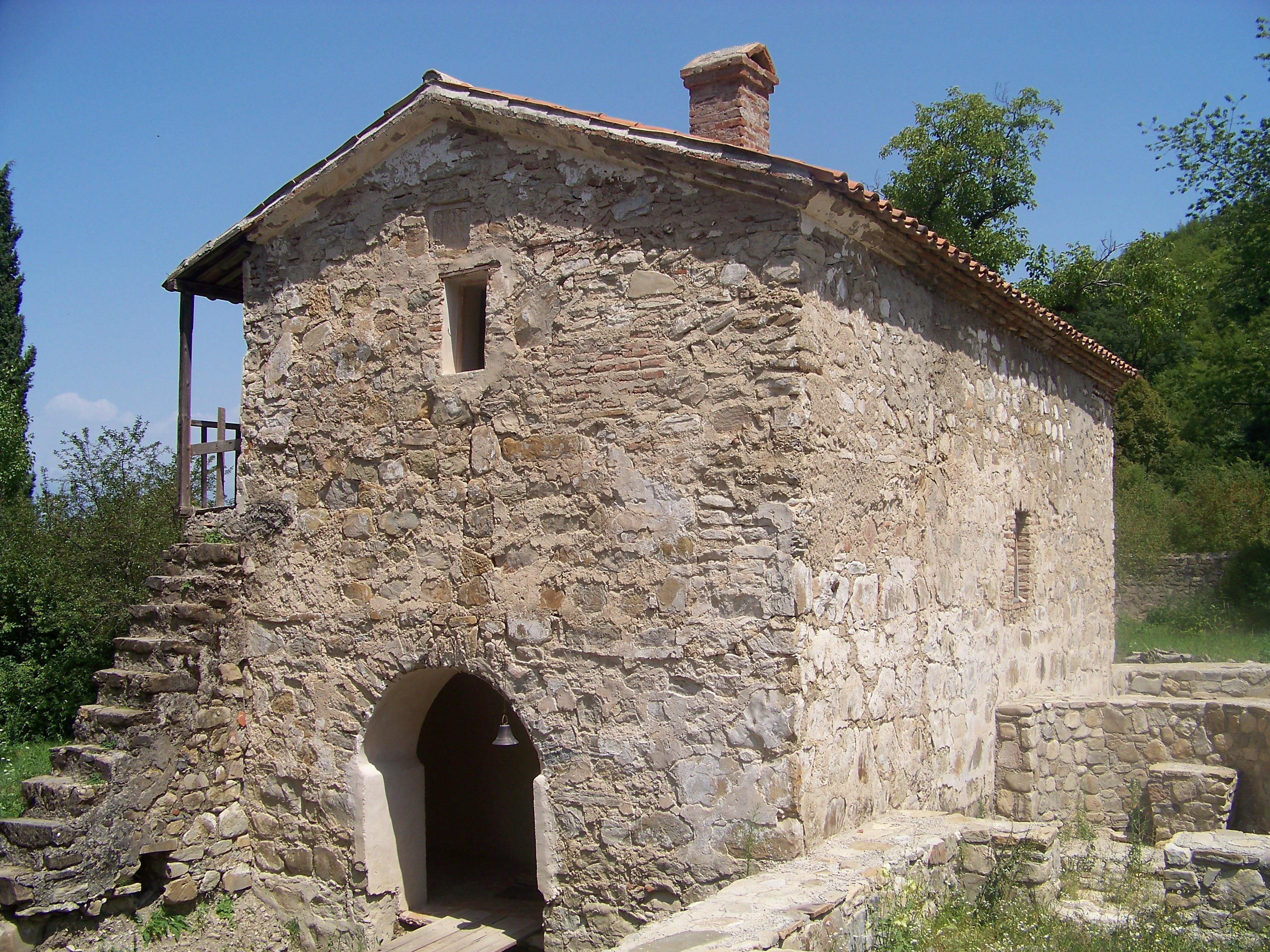
Església de la Trinitat
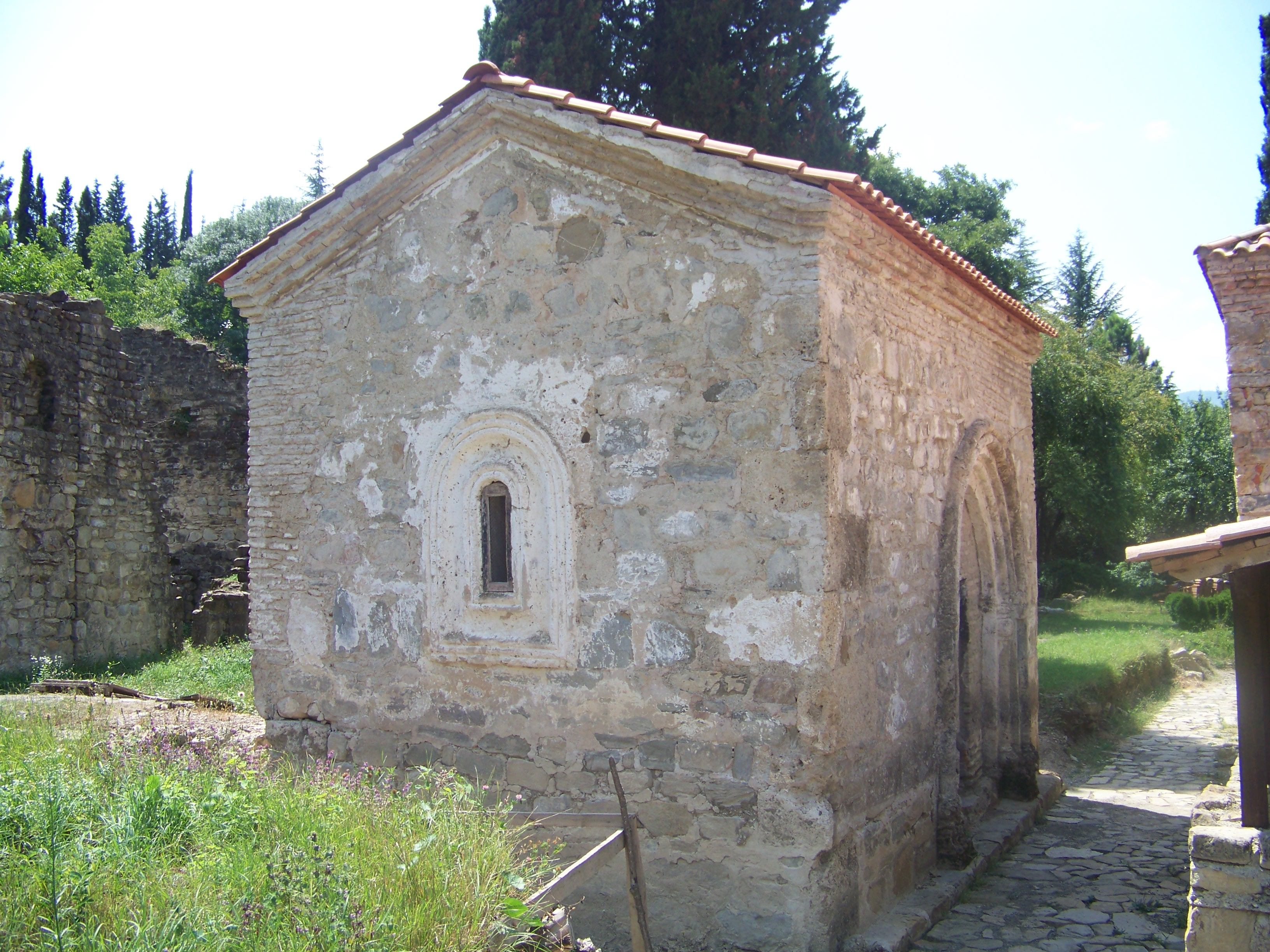
Església de la Mare de Déu

### Acadèmia d'Ikalto
L'Acadèmia d'Ikalto va ser la institució educativa més alta de Geòrgia durant els segles xi i xii. Això es confirma per les ruïnes de l'edifici que romanen al pati del monestir, que s'assemblen més a la construcció d'un monument que al monestir. L'acadèmia va capacitar els estudiants en teologia, retòrica, astronomia, filosofia, geografia, cant, i també en habilitats més pràctiques com ara terrisseria, metal·lúrgia, viticultura, vinicultura i farmacologia. Segons una llegenda, el famós poeta georgià del segle xii Xota Rustaveli va estudiar allí. Al 1616, els invasors perses dirigits pel xa de l'Iran Abbas I el Gran de la dinastia safàvida, van incendiar l'Acadèmia d'Ikalto.

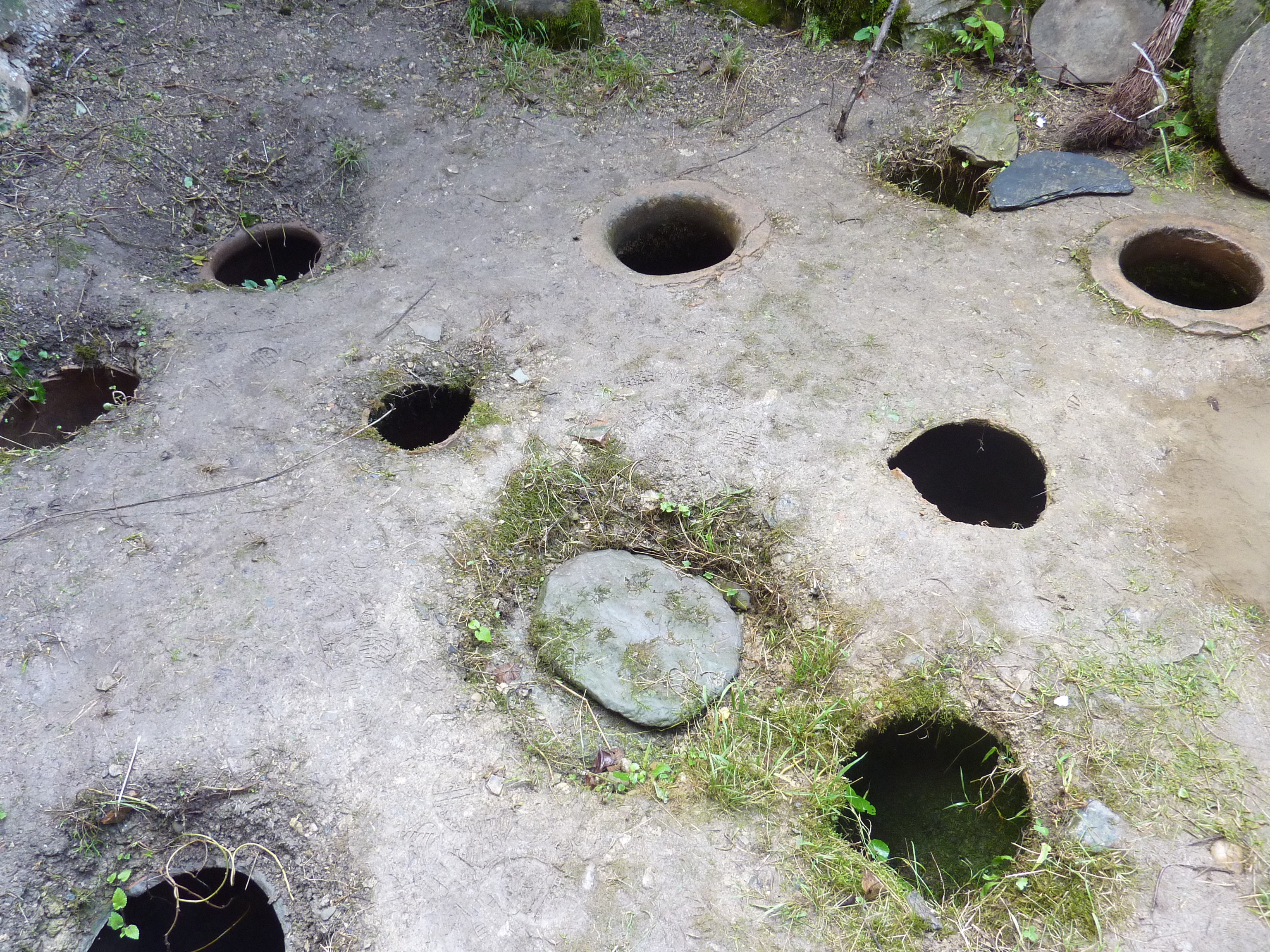
Monestir d'Ikalto: grans atuells de ceràmica soterrats per la conservació del vi

S'han conservat nombroses evidències del pròsper celler que pertanyia a l'acadèmia i al monestir: les grans pedres amb què es trepitjaven els raïms, el celler de marani, on s'enterraven grans gerres —de terrissa en què madurava el vi— i d'altres magatzems o d'altres objectes propers.

## Segles XX i XXI
Als segles següents, la vida monàstica a Ikalta va ser restaurada, però no les activitats de l'acadèmia. Al 1921, després de la creació de la República Socialista Soviètica de Geòrgia i l'annexió de Geòrgia a la República Socialista Federativa Soviètica de Rússia, el monestir va ser tancat. Al 1965, es va obrir un museu a l'església de Khvtaeba, però els llibres, icones i altres objectes de valor, inclosa la campana del monestir, es van perdre durant l'era comunista. Després de la independència de Geòrgia, el monestir d'Ikalto va ser restaurat el 1991. Als anys 2007 - 2009 es van restaurar alguns altres edificis del monestir d'Ikalto.